# Jaylen Brown
Jaylen Brown (nascut el 24 d'octubre de 1996) és un jugador de bàsquet professional que juga pels Boston Celtics de la National Basketball Association (NBA). Va jugar bàsquet universitari pels California Golden Bears. En el seu primer any va entrar en el primer equip de l'all-conference en el Pac-12 i va ser nomenat novençà de l'any de la conferència. Després de la temporada, va decidir renunciar a la seva elegibilitat universitària restant, i va ser seleccionat per Boston amb la tercera selecció global en el Draft de l'NBA del 2016.